# Calimesa
Calimesa é uma cidade localizada no estado americano da Califórnia, no Condado de Riverside. Foi incorporada em 1 de dezembro de 1990.

## Geografia
De acordo com o United States Census Bureau, a cidade tem uma área de 38,5 km², onde todos os 38,5 km² estão cobertos por terra.

### Localidades na vizinhança
O diagrama seguinte representa as localidades num raio de 16 km ao redor de Calimesa. 

## Demografia
Segundo o censo nacional de 2010, a sua população é de 7 879 habitantes e sua densidade populacional é de 204,86 hab/km². Possui 3 687 residências, que resulta em uma densidade de 95,86 residências/km².